# Populus heimburgeri
Populus heimburgeri är en videväxtart som beskrevs av B. Boiv.. Populus heimburgeri ingår i släktet popplar, och familjen videväxter. Inga underarter finns listade i Catalogue of Life.